# Fiji International 2011
Die Fiji International 2011 im Badminton fanden vom 6. bis zum 8. Mai 2011 in Suva statt.

## Austragungsort
- Yat Sen Hall, Suva

## Sieger und Platzierte
| Disziplin    | Gold                        | Silber                             | Bronze                                |
| ------------ | --------------------------- | ---------------------------------- | ------------------------------------- |
| Herreneinzel | Wesley Caulkett             | Kaveh Mehrabi                      | Luke Chong                            |
| Herreneinzel | Wesley Caulkett             | Kaveh Mehrabi                      | Rosario Maddaloni                     |
| Dameneinzel  | Andra Whiteside             | Johanna Kou                        | Valérie Sarengat                      |
| Dameneinzel  | Andra Whiteside             | Johanna Kou                        | Magali Bravo                          |
| Herrendoppel | Wesley Caulkett Raymond Tam | Michael Fariman Pit Seng Low       | Sebastien Arias Loic Mennesson        |
| Herrendoppel | Wesley Caulkett Raymond Tam | Michael Fariman Pit Seng Low       | Giovanni Greco Rosario Maddaloni      |
| Damendoppel  | Cécile Kaddour Johanna Kou  | Andra Whiteside Danielle Whiteside | Melissa Sanmoestanom Valérie Sarengat |
| Damendoppel  | Cécile Kaddour Johanna Kou  | Andra Whiteside Danielle Whiteside | Ashleigh Karl Samantha Thomassen      |
| Mixed        | Brent Munday Ashleigh Karl  | Arnaud Franzi Johanna Kou          | Loic Mennesson Melissa Sanmoestanom   |
| Mixed        | Brent Munday Ashleigh Karl  | Arnaud Franzi Johanna Kou          | Fabien Kaddour Valérie Sarengat       |